# Чернов, Константин Михайлович
Константин Михайлович Чернов — советский хозяйственный и политический деятель.

## Биография
Родился в 1930 году в Сарагаше. Член КПСС.
Окончил Томский государственный университет и Высшую партийную школу им. К. Маркса при ЦК СЕПГ.
До 1963 гг. — секретарь райкома ВЛКСМ, первый секретарь Красноярского крайкома ВЛКСМ.
В 1963—1968 гг. — первый секретарь Центрального райкома КПСС города Красноярска.
В 1971—1975 гг. — сотрудник аппарата ЦК КПСС.
В 1975—1983 гг. — секретарь Красноярского крайкома КПСС.
В 1983—1990 гг. — советник в Посольстве СССР в КНДР, советник в Посольстве СССР в ГДР.
Делегат XXII съезда КПСС.
Умер в 2021 году в Москве.

## Награды
- Орден Трудового Красного Знамени
- Орден Дружбы народов
- Орден Знак Почёта